# Wolfram Löwe
Wolfram Löwe, né le 14 mai 1945 à Markranstädt, est un footballeur est-allemand.

## Biographie
Il joua dans un seul club de 1963 à 1980 : le Lokomotive Leipzig. En tant que milieu de terrain, il fut international est-allemand à 43 reprises (1967-1977) pour 12 buts.
Il participa aux éliminatoires de plusieurs compétitions internationales : buteur en éliminatoires pour l’Euro 1968 (1 but contre le Danemark), éliminatoires de l’Euro 1972 (1 but contre la Yougoslavie) et dans les éliminatoires de la Coupe du monde 1970 (1 but contre le Pays de Galles). La RDA ne participa pas aux phases finales de ces compétitions. 
Il participa à la Coupe du monde de football de 1974, en Allemagne de l'Ouest. Il est buteur en éliminatoires avec un but contre la Hongrie et un contre la Finlande. Il fut titulaire contre les Pays-Bas, l’Australie, l’Argentine, remplaçant contre le Brésil. Il n’inscrit aucun but marqué, ni aucun carton.
Il fut médaillé d’or en 1976 : il fut titulaire dans tous les matchs, et inscrit un but en quart de finale contre la France, but à la 27e minute. 
Il remporte une International Football Cup en 1966, battant en finale l’IFK Norrköping. Il ne remporta pas de championnat de RDA de football, mais remporta une Coupe de RDA en 1976 contre le FC Viktoria Francfort.

## Palmarès
- Championnat de RDA de football
  - Vice-champion en 1967
- International Football Cup
  - Vainqueur en 1966
  - Finaliste en 1965
- Coupe d'Allemagne de l'Est de football
  - Vainqueur en 1976
  - Finaliste en 1970, en 1973 et en 1977
- Jeux olympiques
  - Médaille d’or en 1976